# الکتریسیته (ترانه سلک سیتی و دوآ لیپا)
«الکتریسیته» (به انگلیسی: Electricity) تک‌آهنگی از گروه موسیقی بریتانیایی-آمریکایی سلک سیتی و خواننده انگلستانی دوآ لیپا است. این ترانه در ۶ سپتامبر ۲۰۱۸ توسط کلمبیا رکوردز و سونی میوزیک منتشر شد.